# (7201) Kuritariku
(7201) Kuritariku est un astéroïde de la ceinture principale.

## Description
(7201) Kuritariku est un astéroïde de la ceinture principale. Il fut découvert le 25 octobre 1994 à Kiyosato par Satoru Ōtomo. Il présente une orbite caractérisée par un demi-grand axe de 2,35 UA, une excentricité de 0,11 et une inclinaison de 7,7° par rapport à l'écliptique.

## Compléments